# Vega-szigetek
A Vega-szigetek vagy Vega-szigetvilág (norvégül: Vegaøyan) egy szigetcsoport a norvégiai Helgelandban, Nordland megyében. Az északi sarkkör közelében terül el összesen 1037 km²-en, amely a mintegy 6000 sziget és sziklaszirt mellett a hozzájuk tartozó vízfelszínt is magában foglalja. 2004 óta az UNESCO világörökség része.

## Földrajz
A szigetcsoport területe 103 710 hektár, ebből azonban csak 6 930 a szárazföld. A mintegy 15x15 km-es kiterjedésű főszigeten, Vegán található a szigetek fő települése, Gladstad. Két további lakott sziget tartozik a szigetcsoporthoz: Ylvingen és Omnøy; jelentősebb még ezeken kívül Lånan és Skogsholmen. Vega szigetének déli részét a mintegy 800 m magas Trolltinden uralja, az északi részen viszont lápvidék terül el.
Hysvær és Søla szigetek a Hysvær/Søla tájvédelmi körzethez tartoznak. További védett területek a Eidemsliene és a Lånan/Skjærvær természetvédelmi területek, valamint a Lånan, a Flovær és Skjærvær, valamint a Muddværet madárrezervátumok.

## Történelem

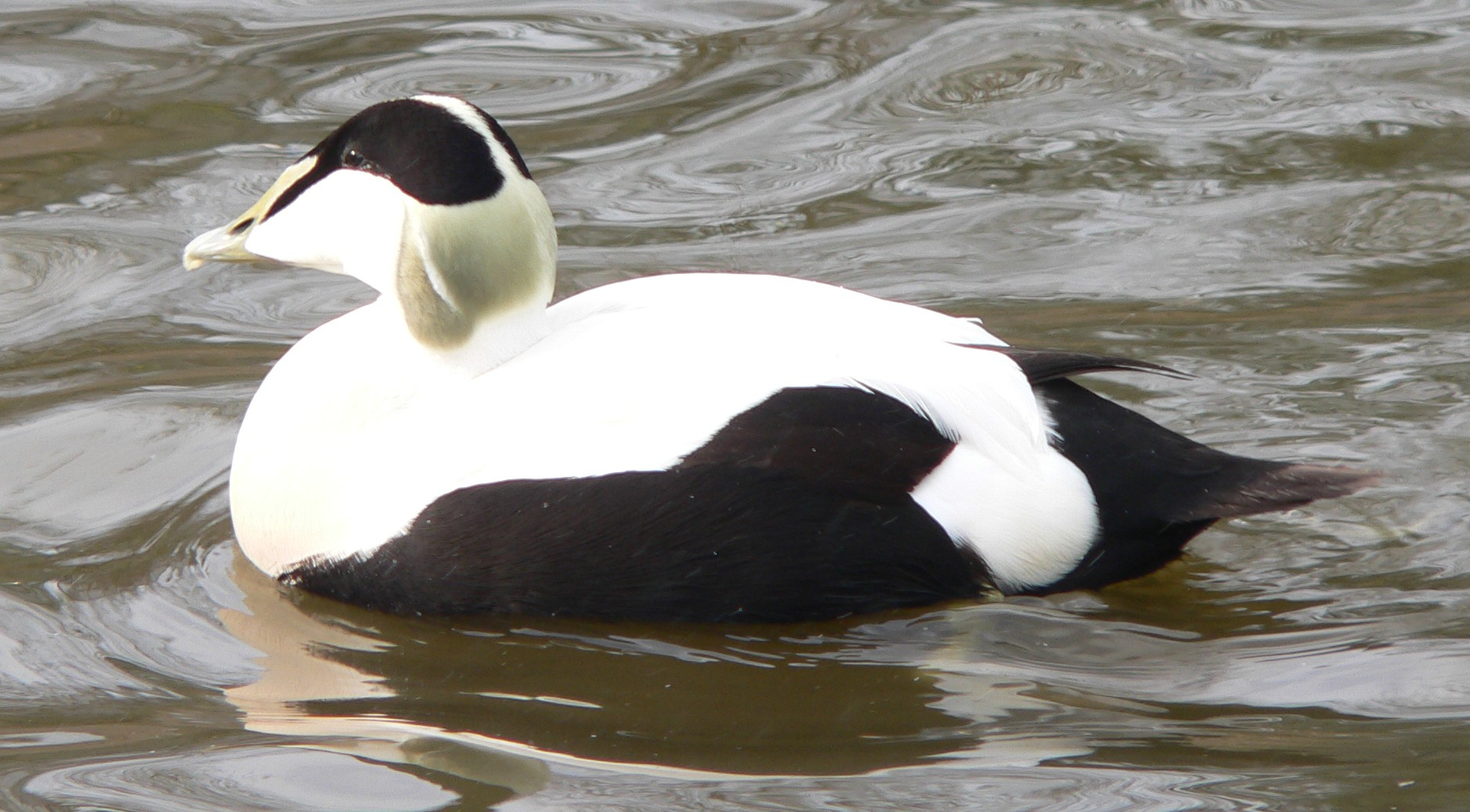
Pehelyréce

A legrégibb, emberi letelepedésre utaló leletek a szigeteken 10 000 évvel ezelőttről, a kőkorból származnak; ezzel Észak-Norvégia legrégebbi régészetileg bizonyított településeiről van szó. Mintegy 1500 éve folyamatosan lakott a szigetcsoport, ami minden bizonnyal a Golf-áramlatnak köszönhető: a víz itt halban rendkívül gazdag. Ez nem csak a halászokat vonzotta, hanem a madarakat, többek között a pehelyrécéket is; becslések szerint tollukból, amelyet a 9. századtól kezdve egész Európába exportáltak, a szigetlakók jövedelmének akár egyharmada is származhatott.

## Világörökség
A Vega-szigetek 2004 óta képezik a világörökség részét. Az indoklás szerint a szigetek egy különleges életforma tanúi, amely a halászaton és a pehelyréce tollának gyűjtésén alapult, zord éghajlati viszonyok között. Ennek emberkéz alkotta jelei a halászfalvak, rakpartok, raktárak, pehelyréce-ólak (a madarak fészkelését könnyítendő), megművelt földek, világítótornyok és jelzőfények. Ez a kultúrtáj visszatükrözi azt a fenntartható életmódot, amelyet a halászok és a földművelők évszázadokon át folytattak, beleértve a nők megélhetéshez való hozzájárulását a tollgyűjtés révén.

## Külső hivatkozások
- Vegaøyan – The Vega Archipelago – UNESCO Világörökség Központ (angol, francia)
- A tanácsadó testület értékelése – UNESCO Világörökség Központ (angol, francia)
- Vegaøyan – The Vega Archipelago (2004) – Nordic World Heritage Foundation (angol)